# Panorama (LRT)
Panorama – główny serwis informacyjny litewskiej telewizji publicznej, istniejący od 1957 r., od 1970 nosi nazwę Panorama. Panorama emitowana jest o godzinie 20:30 czasu litewskiego, 19:30 czasu polskiego. Oprócz Panoramy, rano i w południe emitowane są krótkie wiadomości – Žinios. Po wszystkich serwisach informacyjnych emitowana jest Pogoda (Orai) i Sport (Sportas). Na zakończenie Panoramy ogłaszane są przez innych prezenterów wiadomości biznesowe i kulturalne.
Panorama ma pięciu korespondentów, działających na Litwie w: Kownie, Kłajpedzie, Szawlach, Poniewieżu, Olicie.

## Byli szefowie Panoramy
Na podstawie
- Česlovas Juršėnas
- Robertas Rimgaila
- Vilius Švanas
- Juozas Mažeikis
- Vytautas Kvietkauskas
- Romas Jankauskas
- Ričardas Sartatavičius
- Birutė Kierienė
- Nerijus Maliukevičius
- Jonas Ramelis
- Liudvika Pociūnienė
- Algimanta Žukauskienė
- Artūras Račas
- Skirmantas Pabedinskas
- Aurelija Arlauskienė.

## Czołówka Panoramy (głównego serwisu informacyjnego) do 2012 r.
Czołówka panoramy do 2012 r. – przeźroczysto-niebieskie logo ówczesnego LTV (L1) ukazywało się na niebieskim tle i w środku ciemnoniebieskiej, krążącej kuli ziemskiej. Logo skręcało w lewą stronę, przez logo LTV przelatywały żółto-białe kreski i taśmy filmowe. Gdy logo oddaliło się w lewą stronę pojawiało się ponownie na środku z przelatującymi przez nie taśmami. Następnie na logu LTV pojawiał się blask, a kamera odwracała się w drugą stronę. Potem na krążącej kuli ziemskiej i taśmie filmowej z różnymi filmami pojawiał się drukowany, ciemnoniebieski napis „PANORAMA”.

## Czołówka Žinios (wiadomości południowych i porannych)
Czołówka Žinios – była taka sama jak Panoramy, lecz na końcu kula ziemska była większa, a napis ŽINIOS był umiejscowiony na obracających się wokół niej taśmach.

## Czołówki pogody i wiadomości sportowych
Czołówka Orai (Pogody) – była taka sama jak Žinios (wiadomości porannych i południowych), lecz na końcu napisane było Orai (Pogoda). Mapa pogody przedstawiała północną i południową część Europy. Później prezenter lub prezenterka przełączał/a na prognozę pogody dla Litwy.
Czołówka Sportas (Sportu) – była taka sama jak Žinios i Orai (wiadomości południowych, porannych i pogody).